# Reformierte Kirche Selva

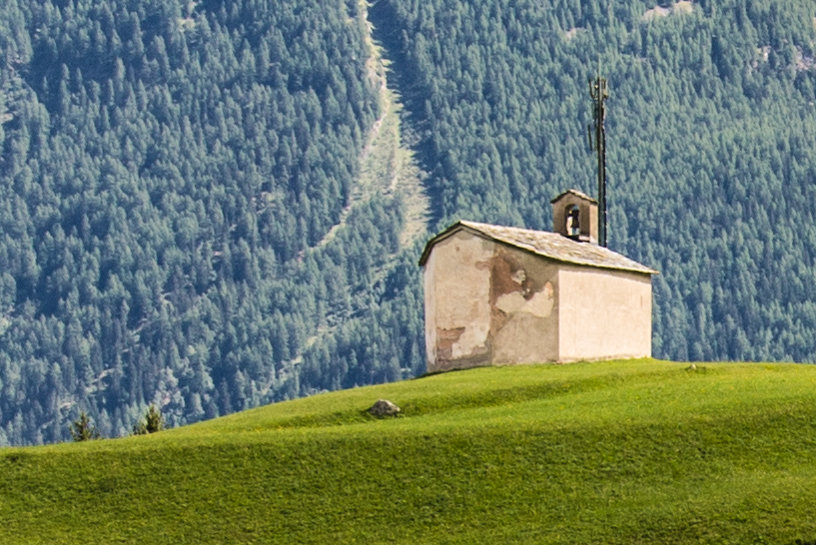
Reformierte Kirche Selva v. Norden

Die reformierte Kirche Selva ist ein Kirchlein der Maiensässsiedlung Selva, Gemeinde Poschiavo, Schweiz.

## Geschichte
Das Kirchlein wurde 1676 erbaut in Folge der Spannungen zwischen Katholiken und den von diesen im Veltliner Mord und während der Bündner Wirren im Puschlav verfolgten Reformiertgläubigen. Die um 1550 entstandene reformierte Gemeinschaft von Poschiavo hatte 1623 vor den Übergriffen der Katholiken fliehen müssen und konnte erst nach dem Schiedsentscheid der Drei Bünde über das Zusammenleben der beiden Konfessionen 1642 zurückkehren und später ihre eigenen Kirchen bauen.
In diesen Darlegungen Arno Lanfranchis liegt jedoch ein gewisser Widerspruch zu den Darlegungen Erwin Poeschels bezüglich der benachbarten reformierten Kirche Brusio. Für Brusio, in dem noch 1620 etwa 30 Reformierte durch die Katholiken ermordet worden waren, legt Poeschel dar, dass den dort bereits wieder zurückgekehrten Reformierten der schon am 29. Juni 1634 beantragte Kirchenneubau bereits am 15. Juli 1634 genehmigt wurde, der Bau allerdings erst 1645 im Wesentlichen vollendet war.:12. Während in Brusio also bereits 1634 eine Rückkehr der Reformierten möglich gewesen sein soll, wird dies im nur neun Kilometer benachbarten Poschiavo erst für 1642 angenommen, ohne dass für diese Differenz von acht Jahren Gründe ersichtlich sind.
Das Kirchlein wurde von den evangelischen Besitzern der Wiesen und Weiden in Selva, La Val, Li Pezi, Vamporti, Pozol, La Goba, Motti, Selvin, Macon und Urgnasc nur während der Weidesaison für Gottesdienste genutzt; nach Aufzeichnungen von 1736 einmal im April, viermal im Mai, zweimal während der Heuernte und zweimal während der Nachmahd. Hundert Jahre später wurden die Gottesdienste auf einen einzigen Jahresgottesdienst reduziert. Dieser fand anlässlich der sog. Maiensässfahrt der evangelischen Schuljugend von Poschiavo statt. Diese Maiensässfahrt der reformierten Schüler erfolgte im Jahr 1968 zum letzten Mal. Stand 2024 wird die kleine Kirche nur noch für das jährliche Fest im Mai und für den Sommergottesdienst am ersten Sonntag im August genutzt, zu dem auch Taufen möglich sind.
Das Kirchlein hat zahlreiche Instandhaltungsarbeiten erlebt. Im Jahr 1822 wurde das Dach neu gedeckt und 1874 musste das gesamte Gebäude nach einem Blitzschlag restauriert werden. Eine weitere vollständige Restaurierung erfolgte 1919. Poeschel erwähnt noch eine frühere Restaurierung im Jahr 1887.

## Beschreibung
Es handelt sich um ein «gegen Norden gerichtetes einräumiges Kirchlein mit dreiseitigem Schluss ohne Chorausscheidung». Die Decke ist eine «durchgehende flache Felderdecke». In der nach Süden gerichteten Eingangsseite befindet sich das einzige Fenster. Das Äussere ist ungegliedert, das Satteldach mit ortsüblichen Steinplatten eingedeckt. Auf dem Südgiebel findet sich ein gemauertes Glockenjoch mit einer Glocke des Durchmessers 51,5 cm von G. Pruneri aus dem Jahr 1840.
Die Innenraumfläche beträgt ca. 7,90 m × 5,20 m. Poeschel beschreibt die «würfelförmige Kanzel auf vier Beinen» von 1676 als «primitiv».